# RhB Ge 3/3
De Ge 3/3 is een elektrische rangeerlocomotief van de Rhätische Bahn

## Geschiedenis
Begin jaren 80 waren de rangeerlocomotieven een knelpunt bij de Rhätische Bahn (RhB), de belangrijkste spoorwegmaatschappij in het Zwitserse kanton Graubünden, omdat de omgebouwde 70 jaar oude locomotieven uit de serie Ge 2/4 steeds meer last kregen van hun ouderdom. Hun prestaties waren niet langer voldoende om economisch rendabel te blijven. De Rhätische Bahn besloot daarom om tegelijk met de bestelling van de tweede serie RhB Ge 4/4 II locomotieven ook twee moderne en efficiënte rangeerlocomotieven aan te kopen.
De Ge 3/3 werd in 1984 in dienst genomen door de RhB. De elektrische locomotieven met nummers 214 en 215 zijn nog steeds in dienst als rangeerlocomotieven op het 1000mm meterspoor van de Rhätische Bahn.

## Foto's

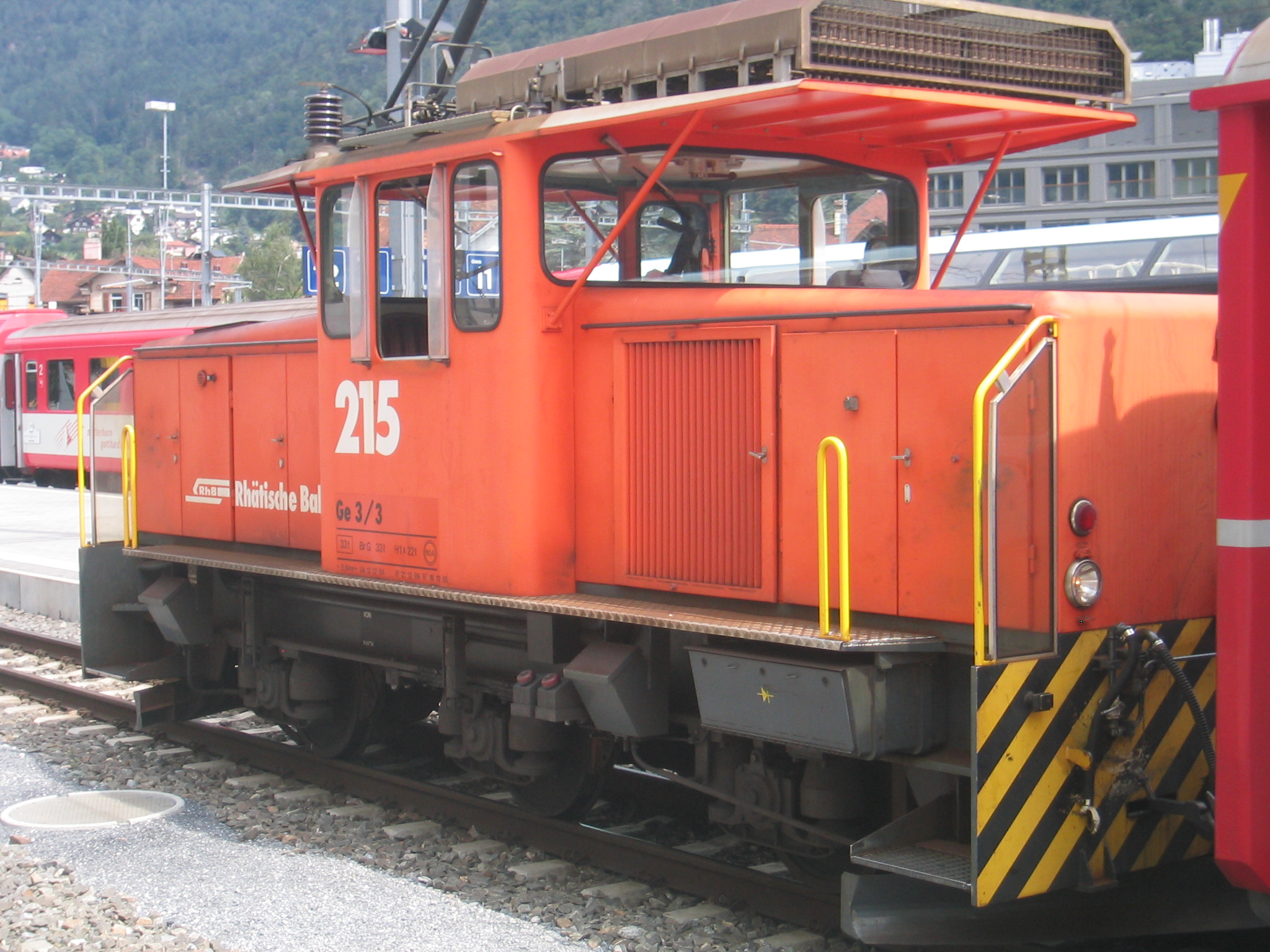
RhB Ge 3/3 215 in Chur
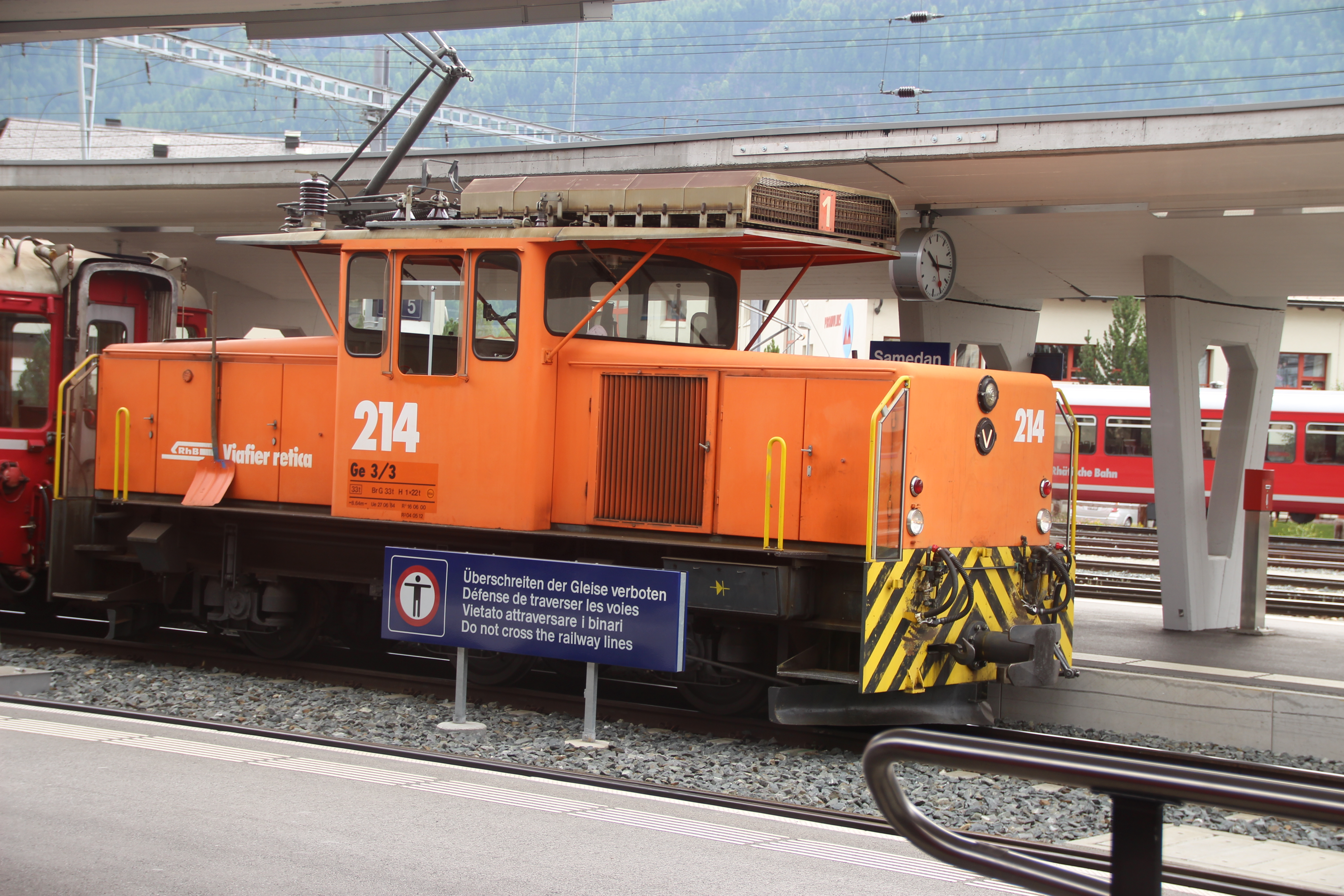
RhB Ge 3/3 214 te Sankt Moritz
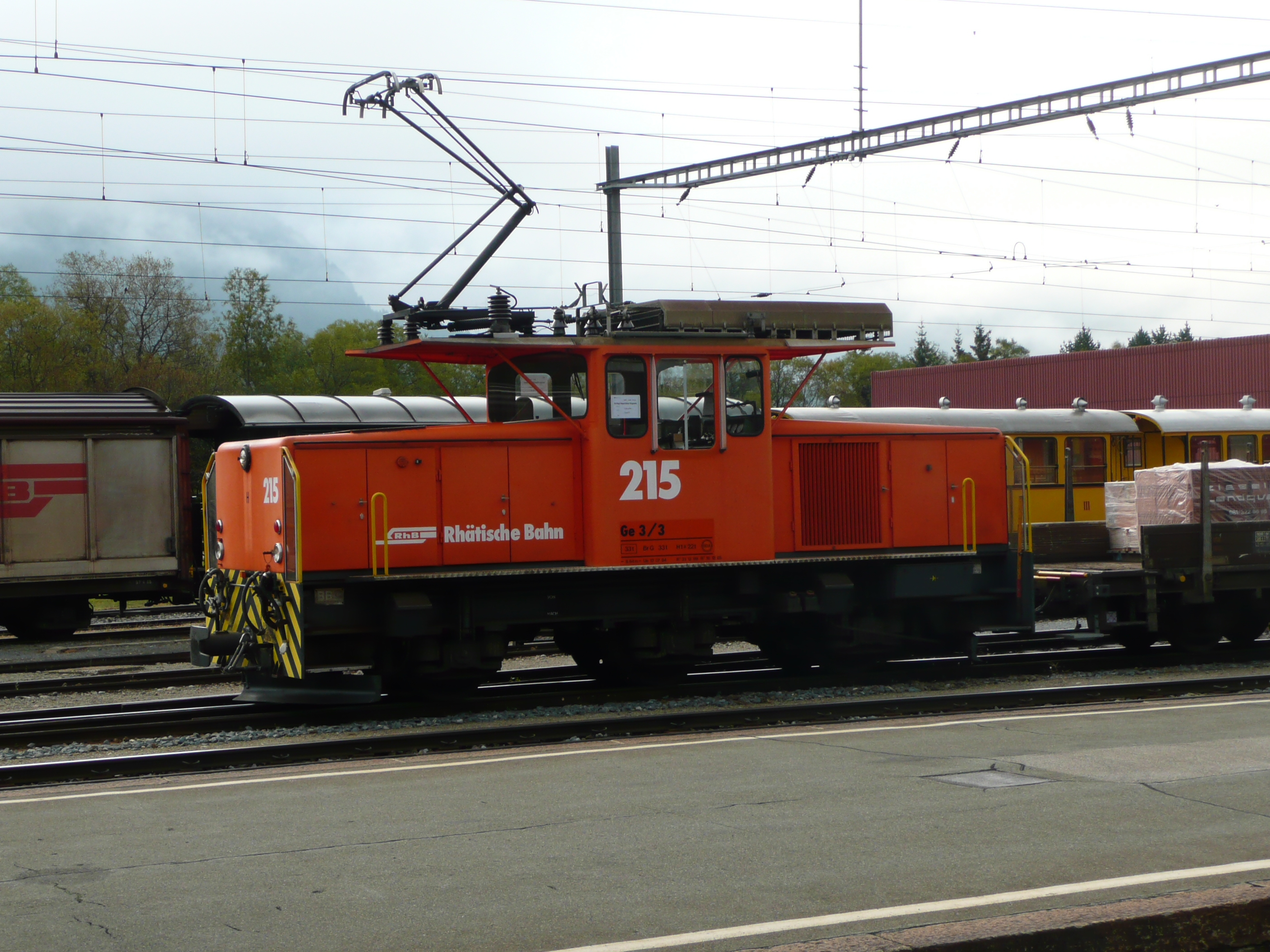
RhB Ge 3/3 in Samedan